# Maria Kisseleva
Pour les articles homonymes, voir Kisseleva.
Maria Aleksandrovna Kisseleva (russe : Мария Александровна Киселёва), née le 28 septembre 1974 à Samara, est une nageuse synchronisée russe.

## Biographie
Maria Kisseleva est multiple championne de Russie et a remporté au niveau international les titres suivants : 
- championne d'Europe 1993 (en équipe)
- double championne d'Europe 1995 (en duo et en équipe)
- double championne d'Europe 1997 (en duo et en équipe)
- championne du monde 1998 (en équipe)
- double championne d'Europe 1999 (en duo et en équipe)
- championne d'Europe 2000 (en équipe)
- double championne olympique 2000 (en duo et en équipe)
- championne du monde 2003 (en équipe)
- championne d'Europe 2004 (en équipe)
- championne olympique 2004 (en équipe).

Maria Kisseleva intègre l'International Swimming Hall of Fame en 2010.
Elle devient ensuite présentatrice de télévision.